# Waupaca (Wisconsin)
Waupaca es una ciudad situada en el condado de Waupaca, Wisconsin, Estados Unidos. Tiene una población estimada, a mediados de 2023, de 6333 habitantes.
Es la sede del condado.
La ciudad está localizada mayoritariamente dentro de los límites del municipio de Waupaca, pero es políticamente independiente del municipio. 

## Geografía
La localidad está ubicada en las coordenadas 44°21′0″N 89°4′12″O / 44.35000, -89.07000. Según la Oficina del Censo, tiene una superficie total de 21.26 km², de los cuales 20.51 km² corresponden a tierra firme y 0.75 km² están cubiertos de agua.

## Demografía
Según el censo de 2020, en ese momento había 6282 personas residiendo en la localidad. La densidad de población era de 306.3 hab./km². El 91.28% de los habitantes eran blancos, el 1.07% eran afroamericanos, el 0.56% eran amerindios, el 1.02% eran asiáticos, el 0.05% eran isleños del Pacífico, el 1.38% son de otras razas y el 4.65% eran de una mezcla de razas. Del total de la población, el 3.98% eran hispanos o latinos de cualquier raza.